# 绊脚石 (艺术项目)
绊脚石（發音：[ˈʃtɔlpɐˌʃtaɪn] ⓘ，复数为），是由德国艺术家贡特·德姆尼希发起的一个艺术项目。所谓“绊脚石”，是棱长10厘米的立方体混凝土块，其中一面贴嵌了一块镌刻着专门纪念文字的黄铜板。有时，以长条形出现的绊脚石也被称作绊脚坎（德語：Stolperschwelle）。这个艺术项目的目的是纪念在納粹时期被政府谋杀、驱逐和逼迫自杀的人。刻有受难者姓名的绊脚石，就是他们的纪念牌。通常，绊脚石铺设在受难者生前住所门前的路面上，与普通的铺路石平齐。目前，已经有超过75000块绊脚石被铺设在德国和欧洲的其他国家。2019年12月29日，德姆尼希在梅明根铺下了第75000块绊脚石。

## 渊源

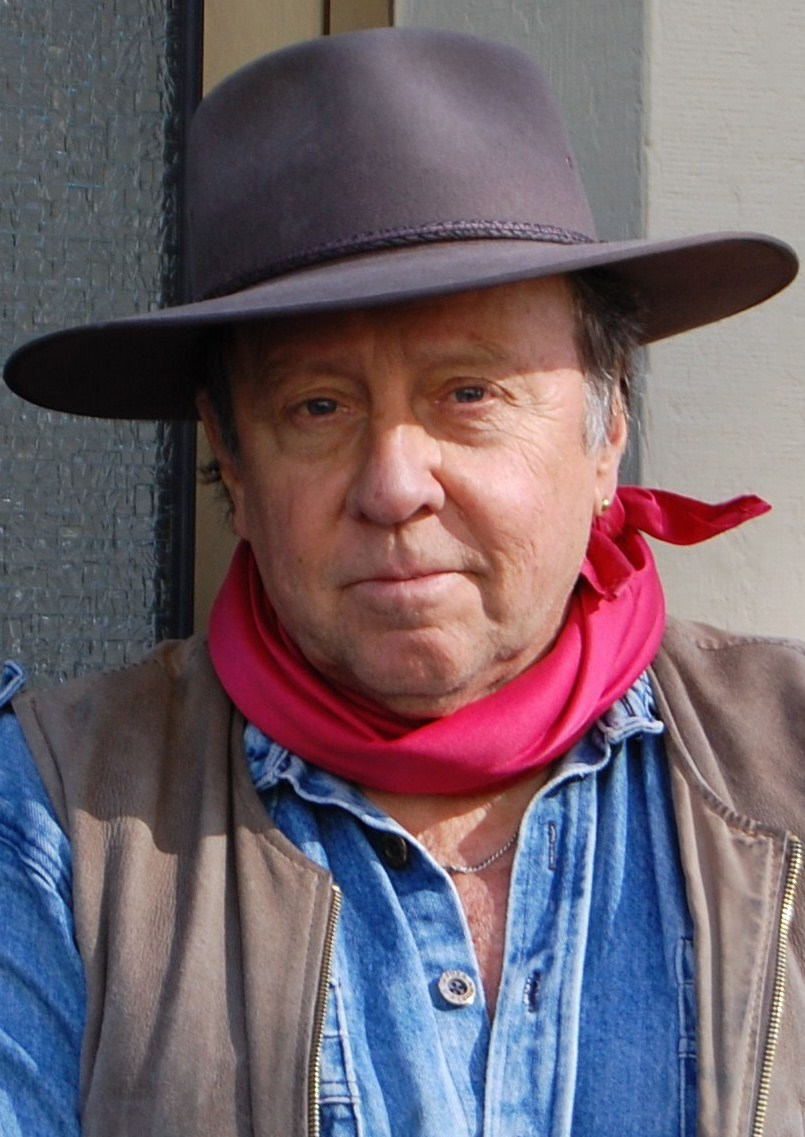
贡特·德姆尼希，2012年5月。

1990年，在德国驱逐犹太人五十周年之际，德姆尼希从艺术的角度，深入研究了当年科隆的1000名辛提人和罗姆人被驱逐的经历。驱逐这批人，是纳粹德国为准备之后针对犹太人的大规模驱逐而事先进行的试验。德姆尼希操纵着一个可以滚动的机器，按照当年驱逐的路线穿过科隆市。
1992年12月16日，是海因里希·希姆莱下达驱逐“吉普赛人”的《奥斯维辛法令》五十周年。在这一天，德姆尼希将第一块镶嵌了纪念铜板的石头铺在科隆市政厅前的路面上。石块上的铭文是《奥斯维辛法令》的第一行。这块石头也将德姆尼希卷入了当时关于从南斯拉夫逃亡到德国的罗姆人居留权的讨论中。
之后数年，随着研究范围逐渐扩大到其他受害群体，德姆尼希发起了“绊脚石”项目。起初，由于他的想法是要在全欧洲安置600万块绊脚石，这个项目在公众眼中还只是一个名为“自大狂——欧洲艺术项目（Größenwahn – Kunstprojekte für Europa）”的理论构想。不过，科隆安东尼特教会（Antoniter-Gemeinde）的牧师鼓励德姆尼希，至少先铺一些出来，作为开始的标志。因此，1994年，第一批250块绊脚石在科隆的安东尼特教堂展出。1995年1月4日，在未经政府许可的情况下，德姆尼希试验性地将第一批“绊脚石”铺装在科隆。1996年5月，德姆尼希参与了柏林克罗伊茨贝格新精美艺术协会举办的展览“艺术家调查奥斯维辛（Künstler forschen nach Auschwitz）”，并借展览之机，依然未经许可，在柏林的奥兰治街铺设了51块绊脚石。1997年7月19日，为欢迎奥地利犹太人大屠杀纪念服务的创始人安德里亚斯·麦斯令尔，德姆尼希终于经由政府许可，在奥地利萨尔茨堡的圣格奥尔根铺装了两块绊脚石。三年之后的2000年，德姆尼希终于获得德国的许可，得以在科隆继续铺装绊脚石。后来，这个项目渐渐进入自我发展的状态，目前成为世界上最大的非集中式的纪念碑。

## 动机
德姆尼希发起这个项目的主要动机，是为曾经在集中营里被编号关押的纳粹受害者们正名。人们弯腰阅读绊脚石上文字的动作，也是对受害者们象征性的鞠躬。同时，镌刻在绊脚石上的驱逐发生地点（通常在人口密集地区），也对一些当时的目击者为了自保而宣称的“从未见到驱逐”提出了质疑。
德姆尼希还借此项目批评集中设立纪念地的概念，认为集中纪念方式让公众无法眼见为实。在集中纪念地，每年都会有几个社会名流（Honoratioren）敬献花圈，但其他人完全可以随意路过。项目的目的，是把受害者的名字带回到他们生活过的地方。
尽管名叫“绊脚石”，但德姆尼希并不想真的绊倒行人。一个小学生曾经问过他：“到底会不会被绊倒？”他回答说：“不，不，人们的身体不会被绊倒，而是在心里被绊倒。”此后，德姆尼希就喜欢拿这个解释来回答类似的问题。

## 资金和訊息来源

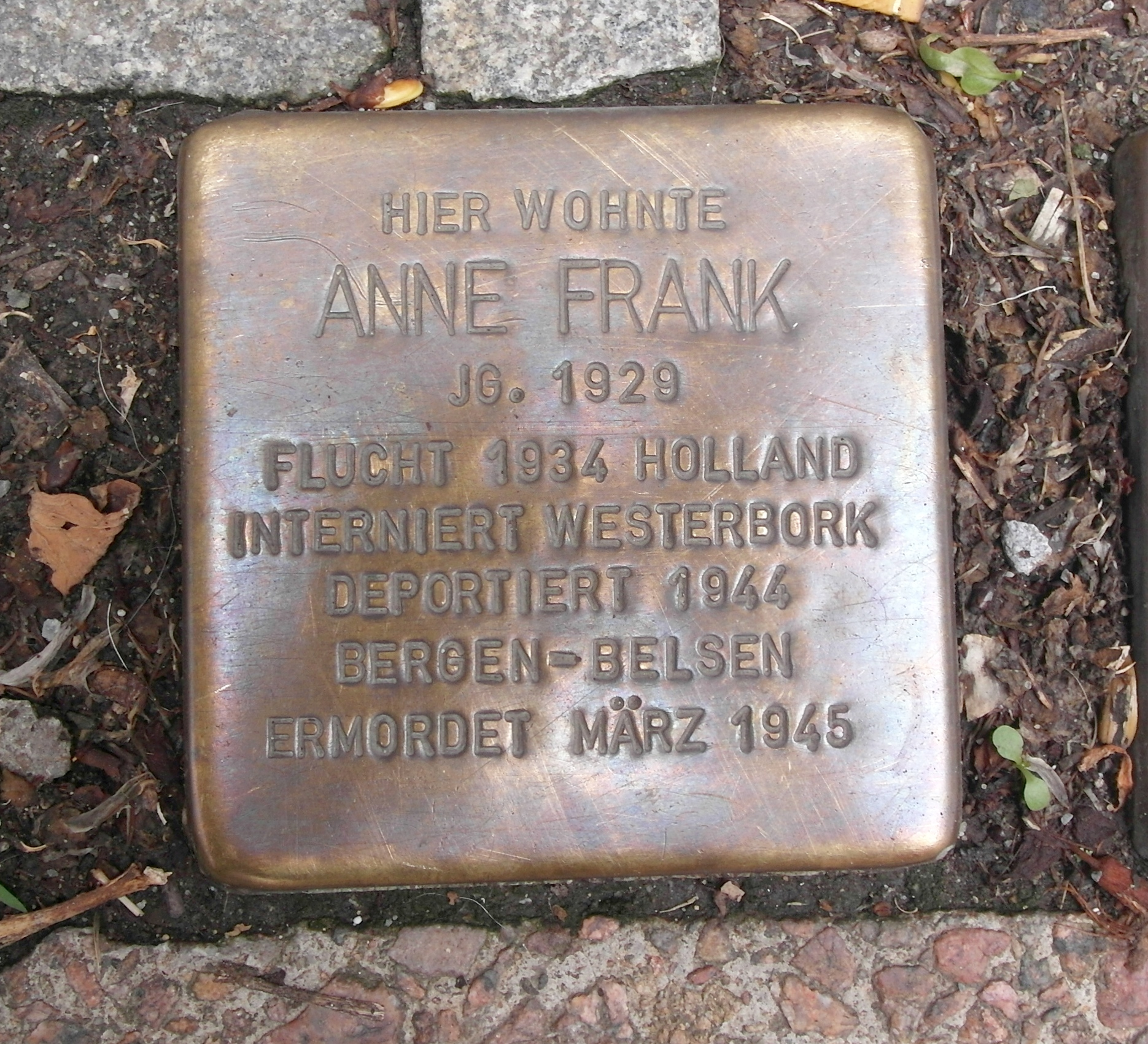
位於亞琛的安妮·弗兰克外婆屋前的“绊脚石”。

德姆尼希第一块石头上的訊息，来自理解和沟通罗姆人和辛提人公益组织。同时，众多志愿者以及学生团体也在帮助德姆尼希搜集资料。除了各地方志和过去的地址簿，耶路撒冷以色列犹太大屠杀纪念馆的数据库也是重要的信息来源。
制造和铺设绊脚石的资金主要来自私人捐助。2012年，一块绊脚石的制造和铺设费用为120欧元。
2012年，项目被授予“玛利昂·登霍夫奖”，并获得20000欧元的资助。评审委员安妮·威尔的评价是：“现在已经有37000多块绊脚石，这是一个很大的贡献和功绩。因为它们让德国人一次又一次被纳粹的罪行牵绊，让德国人保持对受害者清醒的记忆。”同在2012年，德姆尼希获得来自德累斯顿的埃里希·克斯特纳奖，奖金10000欧元投入了绊脚石项目和德累斯顿一个新建的犹太人墓地的建设。以色列外交官阿维·普里莫致颁奖辞，高度赞扬了这个项目。他认为，绊脚石“和驱逐正相反，它们就在我们脚下，在我们眼前，逼迫我们去注视它们。正是通过类似绊脚石这样的项目，使得德国人和以色列人之间的对话变得可能。”

## 石块的设计制造

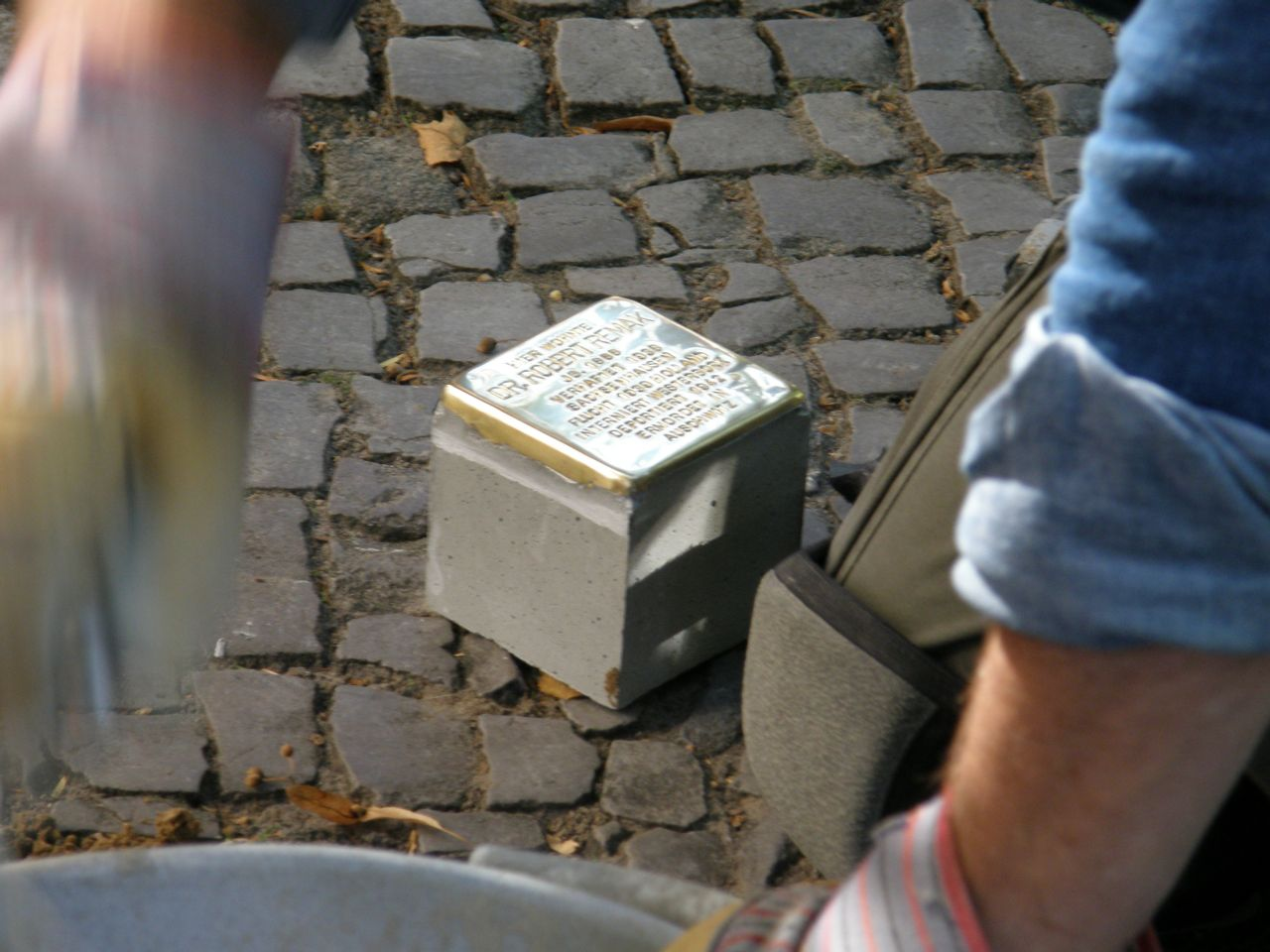
铺入路面之前的绊脚石。

每一块绊脚石都是手工打造。德姆尼希用这种方式来反衬纳粹集中营里机械式的大屠杀，因此非常重视手工打造的意义。在很长一段时间里，德姆尼希自己亲手打造每一个石块。随着项目的迅速壮大，他间或不得不请艺术家米夏埃尔·弗里德里希-弗里德伦德尔协助自己。2006年起，绊脚石统一由柏林布赫区德姆尼希的工作坊制作完成。
每获得一份新的资料，德姆尼希会亲自敲定这块绊脚石上的铭文。铭文的开头通常是“曾经在这里居住的……（Hier wohnte ...）”，随后是姓名、出生年份，以及具体因人而异的信息，多是此人被驱逐的年份以及最后去世的地点。有些绊脚石上铭文的开头并不是“曾经在这里居住的……”，而是“曾经在这里生活的……（Hier lebte ...）”（比如在格赖夫斯瓦尔德）、“曾经在这里工作的……（Hier wirkte ...）”（比如在奥得河畔法兰克福）、“曾经在这里教书的……（Hier lehrte ...）”（比如在汉堡）、“曾经在这里学习的……（Hier lernte ...）”（比如在柏林洪堡大学前）、“在这里被枪决的……（Hier erschossen ...）”（比如在曼海姆）、“曾经在这里工作的……（Hier arbeitete ...）”（比如在海德），或者“曾经在这里站立的……（Hier stand ...）”（比如在普福尔茨海姆）。
镌刻铭文的铜板按照专门尺寸切割而成，上下边缘稍有留余，左右边缘的留余则更加明显。这些多出的边缘之后会被向下弯折，之后再浇筑混凝土，使得铜板牢牢嵌入石块之中，而不会被轻易揭去。

## 铺设

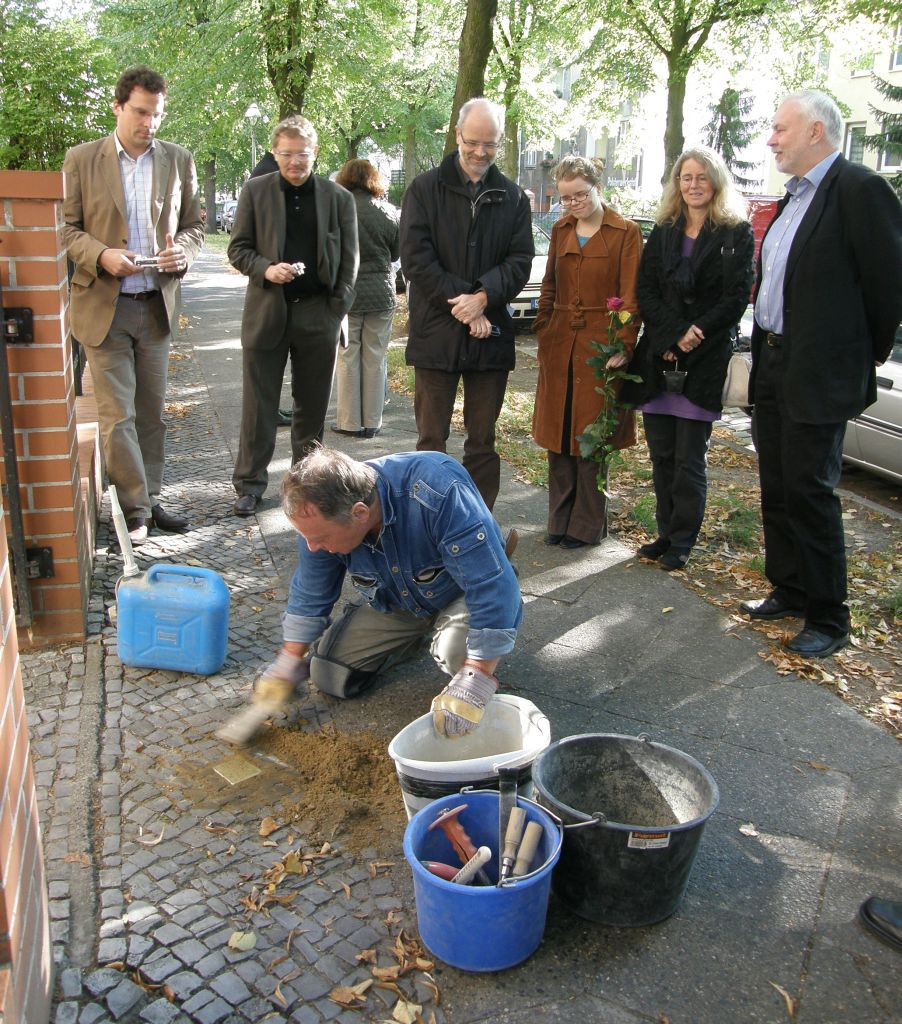
铺设绊脚石的情景。

绊脚石的铺设位置，通常就是被随机选择的住所前的人行道上。有时因为受害者的住所已毁，或譬如二战后的重建工程改变了街区结构，一部分绊脚石被铺装在了空地之上。所有铺设完毕的绊脚石，都归所在城市或街区所有。

已经铺有绊脚石的国家。

截至2012年11月，德姆尼希已经在大约750个市镇街区铺装了超过35000块绊脚石，包括德国逾650座城市，以及荷兰、比利时、意大利、挪威、奥地利、波兰、斯洛伐克、捷克、乌克兰和匈牙利等国家的城市，此外丹麦和法国也已在铺设计划之中。
2012年9月24日，德姆尼希在科隆许尔希拉特街（Hülchrather Straße）6号的“比尔之屋（Haus Bier）”前铺装了一块绊脚石，这是第一次在被纳粹征用的房屋前铺绊脚石。这所房屋于1904年由犹太商人卡尔·比尔（Carl Bier）建造。1939年因纳粹党人的雅利安化政策，比尔的遗孀海伦妮·比尔（Hellene Bier）被迫将之转卖给盖世太保成员彼得·克雷布斯（Peter Krebs）和他在纳粹妇女协会的夫人。此后直到1942年，这座房子一直被纳粹当局当做犹太人房屋使用，大量犹太人被关押在这狭小的空间里，等候被押送到屠杀集中营。
德国绊脚石一览表（节选）（德文）
- 柏林绊脚石一览表（德语：Liste der Stolpersteine in Berlin），柏林
- 德累斯顿绊脚石一览表（德语：Liste der Stolpersteine in Dresden），德累斯顿
- 埃斯林根绊脚石一览表（德语：Liste der Stolpersteine in Esslingen am Neckar），埃斯林根
- 格雷文布罗伊希绊脚石一览表（德语：Liste der Stolpersteine in Brevenbroich），格雷文布罗伊希
- 哈雷绊脚石一览表（德语：Liste der Stolpersteine in Halle (Saale)），哈雷
- 汉堡-贝格多夫区绊脚石一览表（德语：Liste der Stolpersteine in Hamburg-Bergedorf），汉堡贝格多夫（德语：Hamburg-Bergedorf）区
- 海德堡绊脚石一览表（德语：Liste der Stolpersteine in Heidelberg），海德堡
- 基尔绊脚石一览表（德语：Liste der Stolpersteine in Kiel），基尔
- 科布伦茨绊脚石一览表（德语：Liste der Stolpersteine in Koblenz），科布伦茨
- 康斯坦茨绊脚石一览表（德语：Liste der Stolpersteine in Konstanz），康斯坦茨
- 克雷费尔德绊脚石一览表（德语：Liste der Stolpersteine in Krefeld），克雷费尔德
- 拉尔-黑森林绊脚石一览表（德语：Liste der Stolpersteine in Lahr/Schwarzwald），拉尔-黑森林
- 梅泽堡绊脚石一览表（德语：Liste der Stolpersteine in Merseburg），梅泽堡
- 莫尔斯绊脚石一览表（德语：Liste der Stolpersteine in Moers），莫尔斯
- 新鲁滨绊脚石一览表（德语：Liste der Stolpersteine in Neuruppin），新鲁滨
- 奥斯纳布吕克绊脚石一览表（德语：Liste der Stolpersteine in Osnabrück），奥斯纳布吕克
- 拉芬斯堡绊脚石一览表（德语：Liste der Stolpersteine in Ravensburg），拉芬斯堡
- 施里斯海姆绊脚石一览表（德语：Liste der Stolpersteine in Schriesheim），施里斯海姆

奥地利绊脚石一览表（节选）（德文）
- 因河畔布劳瑙绊脚石一览表（德语：Liste der Stolpersteine im Bezirk Braunau am Inn），因河畔布劳瑙
- 萨尔茨堡绊脚石一览表（德语：Liste der Stolpersteine in der Stadt Salzburg），萨尔茨堡

## 批评
对德姆尼希绊脚石项目最严厉的批评，来自德国犹太人中央委员会前主席夏洛特·克诺布洛赫，她认为这种将被害犹太人姓名刻在铜板上、铺在地上让人用脚“踩来踩去”的行为是“不可接受”的。不过在犹太人中央委员会内部，意见也有分歧。副主席萨洛蒙·科恩就对绊脚石项目持肯定态度。

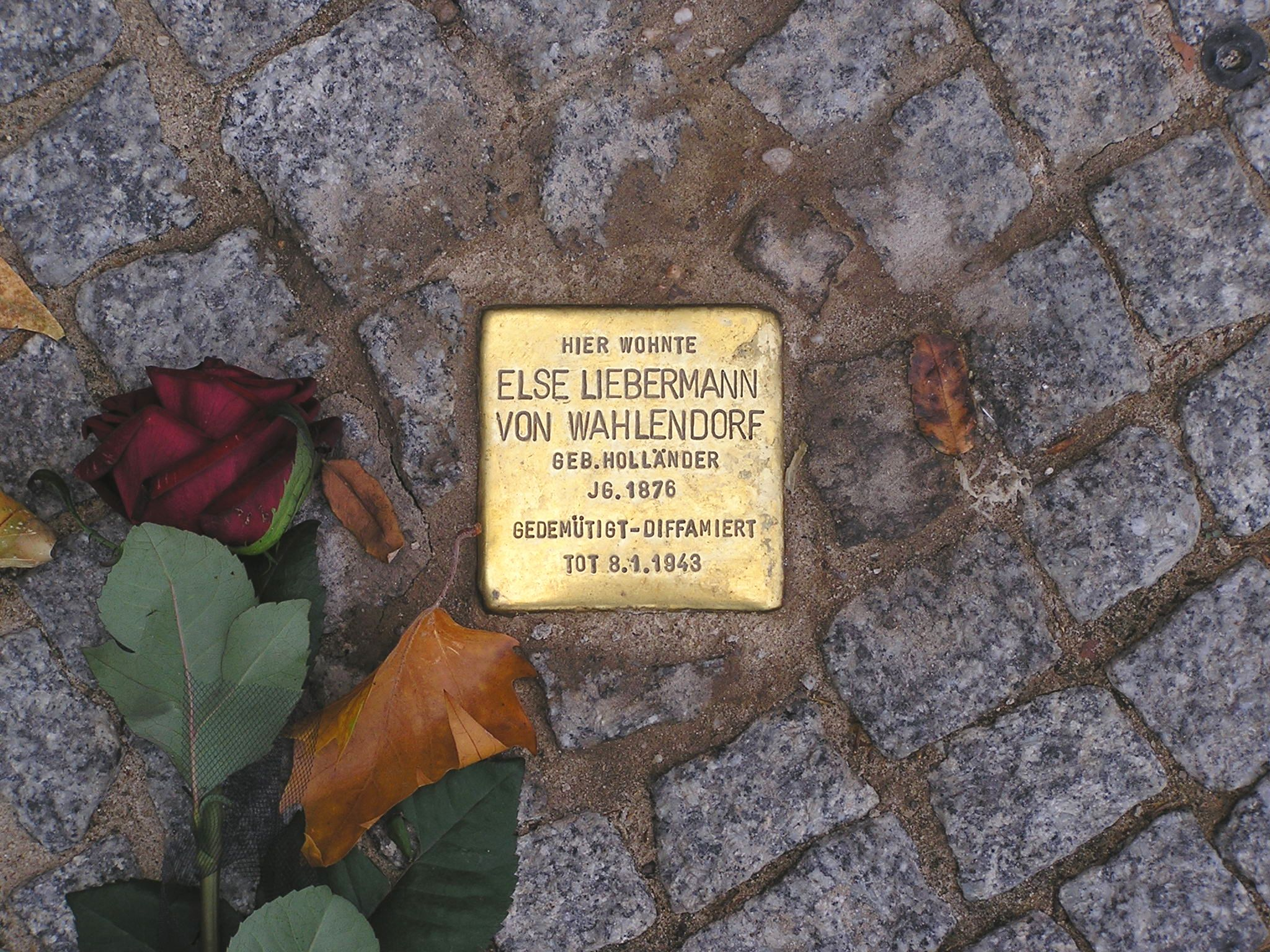
绊脚石。

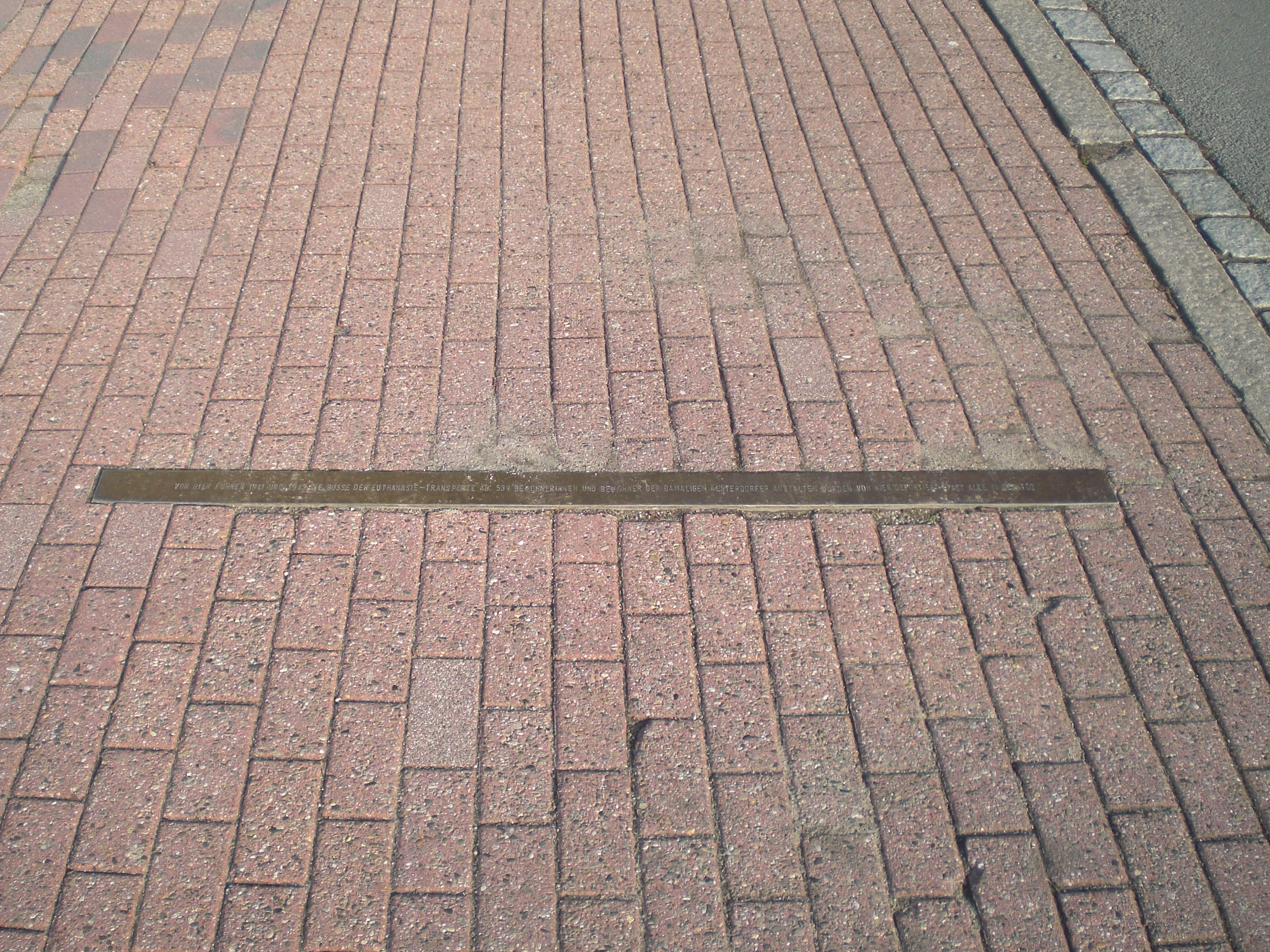
绊脚坎。

抵制绊脚石的城市，所陈述的基本上都是克诺布洛赫提出的理由。这其中最著名的是慕尼黑。由于慕尼黑市议会和犹太人团体的反对，本来已经铺在公共道路上的两块绊脚石最后又被挖出。这两块被挖出的绊脚石先在一个犹太人墓地作短暂停留，之后被运到慕尼黑音乐学院，被安装在一个艺术装置上。2011年，出于防火需要，它们被慕尼黑消防队拆除，如今被藏在一个地下室里。在慕尼黑，只有一些绊脚石被铺设在私人宅地上。已经有超过200块纪念慕尼黑受害者的绊脚石制作完成，但至今仍无法铺装；它们都暂时存放在由慕尼黑绊脚石推动会（Initiative Stolpersteine für München e.V.）租下的一个地下室里。
在一些城市，绊脚石的铺设往往要经过长时间的讨论，或者只有在一定条件下才被许可（例如必须征得房主的同意）。例如在克雷费尔德，市议会就曾拒绝过一块绊脚石的铺装，因为当地的犹太人团体认同克诺布洛赫的观点，反对绊脚石。后来的一次民意表决才促成妥协：只要房主和受害者家属同意，就可以铺装绊脚石。现在，克雷费尔德也已经有铺好的绊脚石了。
部分房主和租客也对铺设在自己门前的绊脚石提出批评，批评的理由五花八门，有的反对出于其极右思想，有的认为自己的房产因绊脚石而贬值，有的人从专业角度排斥这个项目，还有的人害怕铺了绊脚石会引来右派分子的攻击。斯图加特地方法院曾对当地的一个案例作出判决，后被许多律师当做支持绊脚石艺术项目的判决成例（Grundsatzentscheidung）。斯图加特的判决声明，绊脚石并不会对个人地产造成损害和贬值，所以不必被移除。

## 反对活动
以下列举的一些反对绊脚石的活动，多数是出于政治目的，且很可能有右派极端主义背景：
- 2004年，在哈勒曾有一些绊脚石被挖出；2005年12月16日，一些绊脚石被浇上了焦油[22]。

- 2012年9月22日，维斯马有13块绊脚石中的9块被用钢板覆盖，钢板上刻了几名德国退伍军人的生卒日期，以及他们的军衔和勋章，例如“党卫队维京师（SS-Division Wiking）”、“铁十字勋章（Eisernes Kreuz）”[23]。

- 2012年11月9日，格赖夫斯瓦尔德共计11块绊脚石被不明身份的人从人行道上损坏偷走。警方怀疑事件有政治背景[24][25]。

- 2013年3月29日，柏林弗里德瑙的几块前一天晚上刚刚完成转交手续的绊脚坎和绊脚石被涂上了黑色[26]。

## 项目税收
2011年，科隆税务局开始对当时铺设在德国的27000块绊脚石征收19%的增值税。征税的理由是，这项活动生产制造了大量产品，而且铺设绊脚石本身并不是一种创作活动，所以不能作为一种受原创版权保护的艺术活动而享受税务上的优待。
后来，税务局放弃对已铺设的27000块绊脚石补征税款，但将对之后新铺设的绊脚石征收全税。2011年6月，北莱茵－威斯特法伦州财长诺贝特·瓦尔特-博尔杨斯（Norbert Walter-Borjans）决定将绊脚石的税率固定在7%。

## 变体和模仿

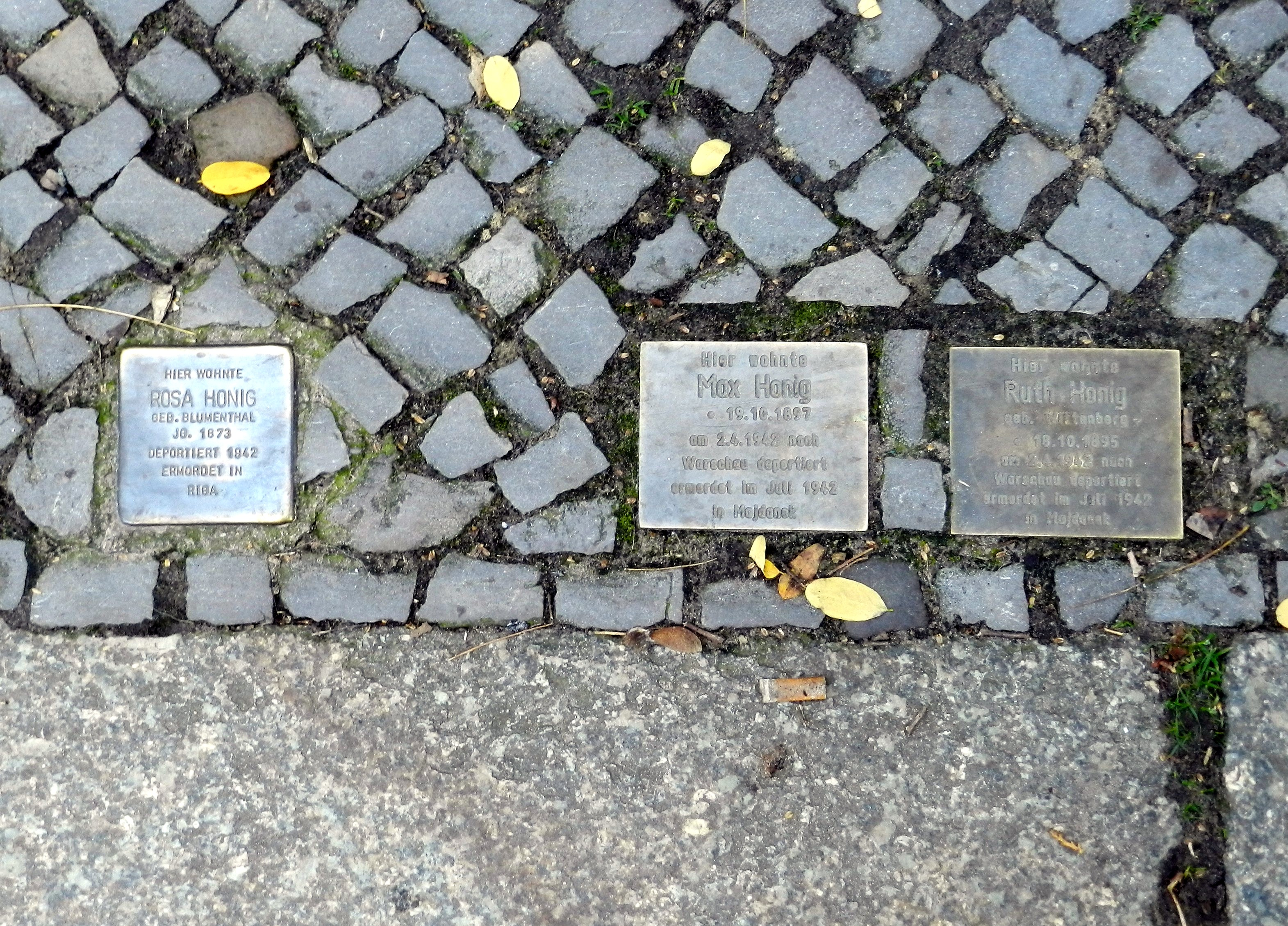
紧邻绊脚石的“思考石”。

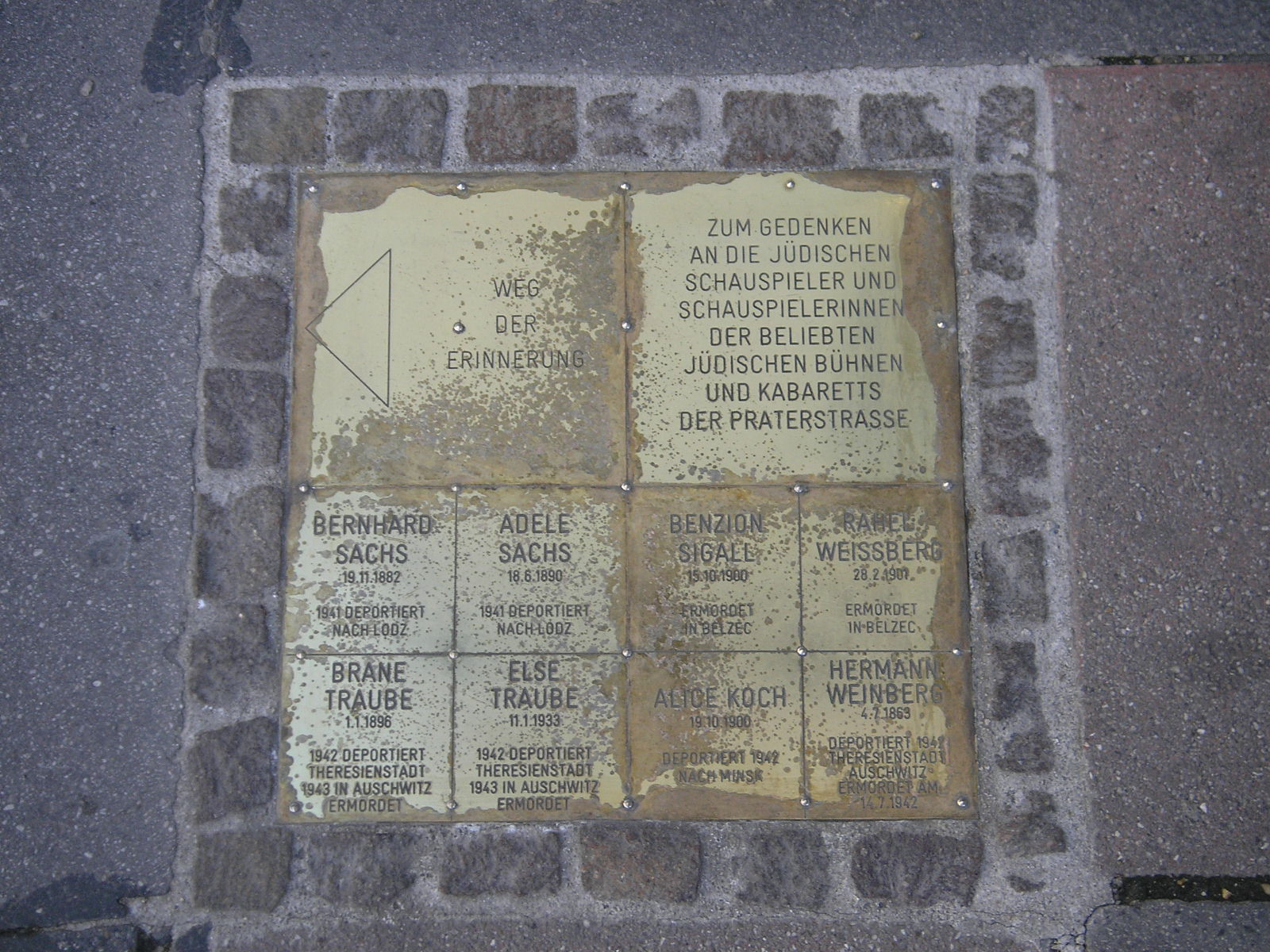
维也纳的“纪念石”。

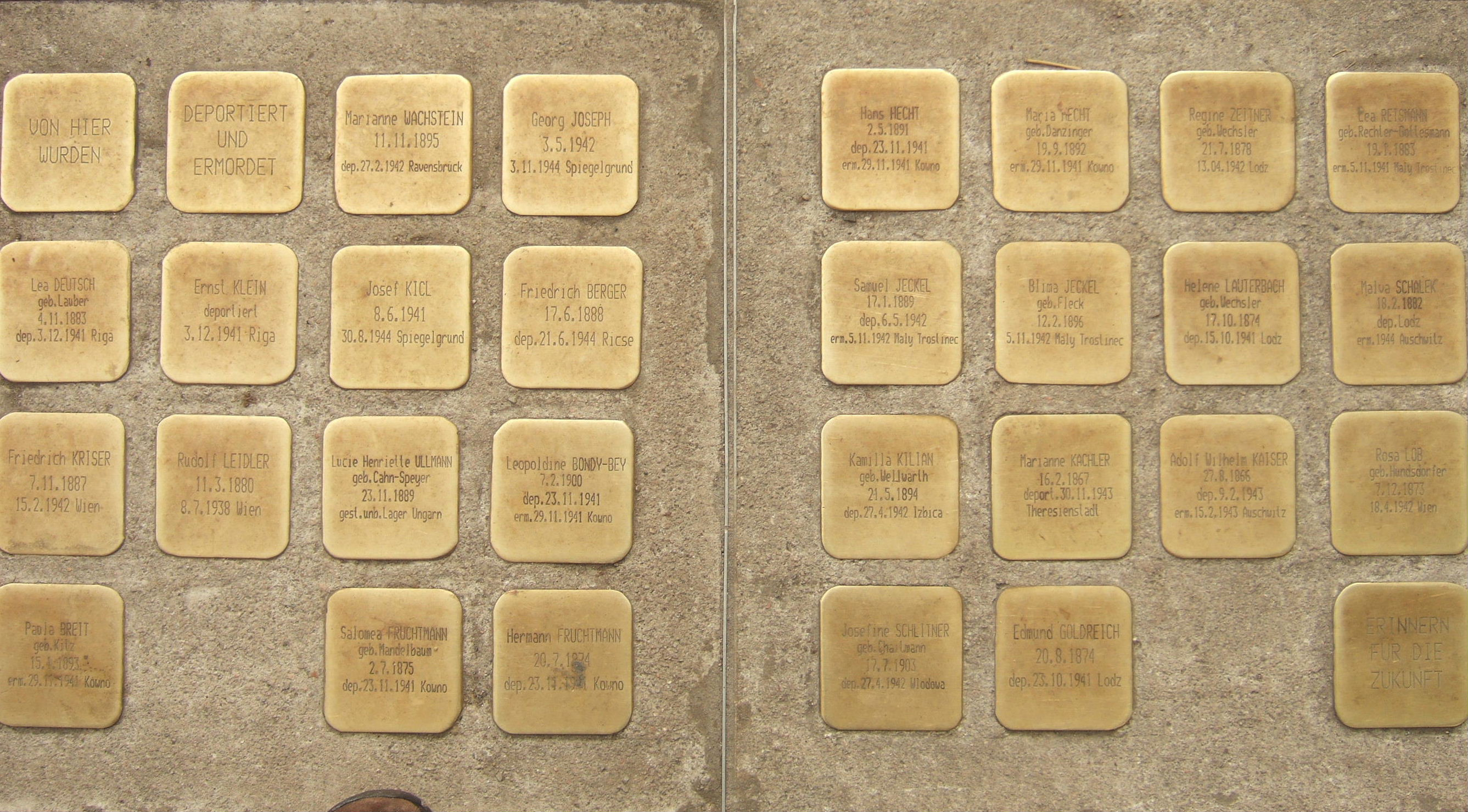
“为未来而纪念”纪念碑刻。

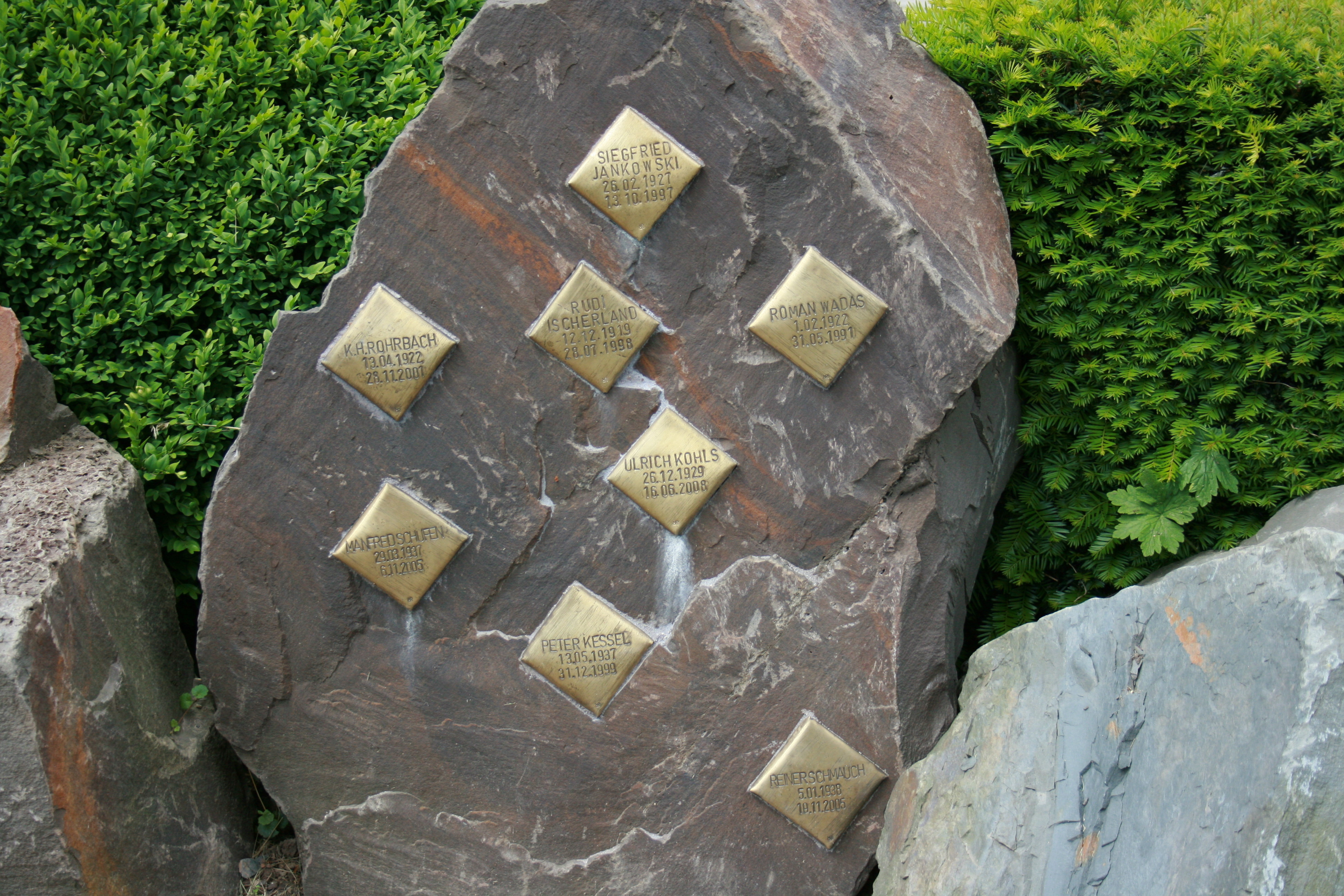
莱希林根的“含笑石”。

绊脚石项目开启后，一些以绊脚石为参照的艺术项目和艺术作品也相继出现。

### 思考石
2009年3月20日，柏林夏洛滕堡-威尔默斯多夫区铺设了11块“思考石（德語：Denksteine）”。“思考石”的制作完全参照之前的绊脚石。起初是想用绊脚石纪念纳粹时期福音教会反抗和救济组织“格吕贝尔牧师办公室”的遇难者。但由于德姆尼希的绊脚石项目的本意是“面向全欧洲”，福音教会所要求的铭文不符合他的理念，所以德姆尼希提出以“手工制造的替代品”思考石来代替绊脚石。现在，柏林的其他区也已有诸多铺设好的思考石。

### 纪念石
2005年起，维也纳也出现了铺设在人行道上的纪念牌，但并非贡特·德姆尼希所制。这些纪念牌属于一个叫“纪念石（德語：Steine der Erinnerung）”的项目。这个艺术项目由维也纳市、奥地利国家基金和私人共同提供支持。不过，德姆尼希视此项目为对他的抄袭。

### 项目“为未来而纪念”
2008年，随着对纳粹独裁罪行的大讨论，艺术项目“为未来而纪念（德語：Erinnern für die Zukunft）”开启。维也纳玛利亚希尔夫区树立起一块镌有大约740名遇难玛利亚希尔夫人姓名的纪念碑刻。在碑刻上嵌着许多10厘米见方的铜板，上面刻有遇难者的姓名和生卒。

### 项目“记忆的痕迹”
2010年，德姆尼希在意大利埋下了第一块绊脚石。而在这之前的2009年1月26日，皮埃蒙特区的萨卢佐市，便铺设了类似绊脚石的21块“记忆的痕迹（德語：Spuren der Erinnerung）”。在21座被害犹太人曾经居住过的住所前，12厘米见方的铜板被镶嵌在地上。这些铜板都出自当地学校的课程项目“记忆的痕迹”。铜板上的铭文以“Qui abitava ...（这里居住着……）”开头，然后是姓名、死亡地点、年龄和被驱逐的理由——“Perché Ebreo/a（因为他/她是犹太人）”。

### 含笑石
在莱希林根，由莱希林根狂欢节组委会名誉委员发起，铺设了一些“含笑石（德語：Schmunzelsteine）”，以纪念死去的狂欢节参加者。和绊脚石不同，含笑石上的文字是延对角线斜刻的，且铺在空地上而非房屋建筑前。含笑石铺设之后，遭到多方反对，要求将之清除。对德姆尼希来说，含笑石是一种不可容忍的抄袭，但他本人并不打算对此提起诉讼。

## 电影
纪录片导演德特·弗兰克围绕绊脚石拍摄了同名纪录片《绊脚石（Stolperstein）》。德特是德姆尼希的伴侣、当时绊脚石项目的主管乌塔·弗兰克（Uta Franke）的女儿。历经电影节上的两次试映后，2008年11月1日，纪录片在科隆Odeon电影院首映，并于2008年11月6日在全德上映。

## 注解
1. ↑  《75.000. Stolperstein verlegt （第75000块绊脚石铺好了）》 （页面存档备份，存于），2019年12月29日《法兰克福汇报》的报道。
2. ↑  《„Stolpersteine" zur mahnenden Erinnerung（“绊脚石”——警诫和纪念）》 的存檔，存档日期2013-10-24.，1997年7月17日《耶和华见证人》的报道。（德文）
3. ↑  《贡特·德姆尼希获得奥伯迈尔德国犹太历史奖》 （页面存档备份，存于），颁奖报道，2005年。（德文）
4. ↑  《„Mit Kopf und Herz stolpern“-Stolpersteine gegen das Vergessen（“头脑和心灵被绊倒”——用绊脚石对抗遗忘）》 的存檔，存档日期2009-05-12.，arte电视台历史频道节目。（德文）
5. 1 2  德姆尼希绊脚石网站最新信息；《04年到08年税务清查——一个好消息和一个不太好的消息》 的存檔，存档日期2013-05-29.。（德文）
6. ↑  玛利昂·登霍夫奖颁奖报道 （页面存档备份，存于）。（德文）
7. ↑  德姆尼希获埃里希·克斯特纳奖 的存檔，存档日期2013-10-24.，MDR, 2012年11月25日。（德文）
8. ↑  《和命运相连（Verbunden mit den Schicksalen）》 （页面存档备份，存于），taz.de，2011年9月30日。（德文）
9. ↑  《铜板上的情感（Emotionen auf der Messingplatte）》 （页面存档备份，存于），Neues Deutschland，2011年1月27日。（德文）
10. ↑  《更多的“绊脚石”在科隆》 （页面存档备份，存于），Stefan Palm，2013年3月15日。（德文）
11. ↑  科隆市历史档案A 162号 （页面存档备份，存于），记载彼得·克雷布斯接收此处房产。（德文）
12. ↑  科隆城市主页上关于“比尔之屋”和绊脚石的介绍 （页面存档备份，存于）。（德文）
13. ↑  《对“绊脚石”的新讨论》 （页面存档备份，存于），南德意志报，2004年6月13日。（德文）
14. ↑  《对哈瑙抵制“绊脚石”项目的遗憾》 （页面存档备份，存于），哈瑙在线（HanauOnline），2008年1月17日。（德文）
15. ↑  《谁纪念得最好？》 （页面存档备份，存于），taz.de，2008年6月28日。（德文）
16. ↑  《慕尼黑无人被绊倒》 （页面存档备份，存于），新德意志报，2012年12月1日。（德文）
17. ↑  慕尼黑绊脚石推动会主页 （页面存档备份，存于）。（德文）
18. ↑  《大屠杀否认者抵制纪念犹太人的绊脚石》，柏林报（Berliner Zeitung），2008年11月28日。（德文）
19. ↑  《讨厌的石头》，互联网档案馆，2009年5月8日。（德文）
20. ↑  《阿尔夫特尔铺设绊脚石的丑闻》 （页面存档备份，存于），波恩General-Anzeiger，2008年10月30日。（德文）
21. ↑  《迷你纪念碑的大胜利》 （页面存档备份，存于），南德意志报，2011年9月15日。（德文）
22. ↑  《哈勒的绊脚石》 （页面存档备份，存于），中德意志报，2012年6月11日。（德文）
23. ↑  《集中行动：维斯马的绊脚石或被新纳粹破坏》 （页面存档备份，存于），Endstation Rechts，2012年9月23日。（德文）
24. ↑  《国家保护宣称：格赖夫斯瓦尔德的纪念石被破坏》 （页面存档备份，存于），明镜在线，2012年11月9日。（德文）
25. ↑  《绊脚石被破坏：格赖夫斯瓦尔德悬赏缉拿作案者》 （页面存档备份，存于），n-tv，2012年11月9日。（德文）
26. ↑  《刚铺好第二天的绊脚石即遭污损》 （页面存档备份，存于），《每日镜报》，柏林，2013年4月30日。（德文）
27. ↑  《Rhein-Sieg-Rundschau》，2011年2月24日，第46页：《绊脚石不是艺术（Stolpersteine keine Kunst）》。（德文）
28. ↑  《不是艺术：“绊脚石”对税务局来说只是“信息指示牌”》 （页面存档备份，存于），monitor，2011年6月16日。(PDF文件，65 kB)（德文）
29. ↑  柏林夏洛滕堡-威尔默斯多夫区政府百科全书资料 （页面存档备份，存于）。（德文）
30. ↑  纪念石项目主页 （页面存档备份，存于）。（德文）（英文）（法文）
31. ↑  《利奥波德城的纪念之路》 （页面存档备份，存于），维也纳官方网站档案，2006年9月21日。（德文）
32. ↑  德姆尼希在电影《绊脚石》中所述。
33. ↑  “为未来而纪念”项目官方网站。 （页面存档备份，存于）（德文）
34. ↑  1939年到1945年反抗德国运动研究组的“欧洲纪念地”项目主页，关于萨卢佐的介绍 （页面存档备份，存于）。（德文）
35. ↑  WDR媒体库：“含笑石”引发的愤怒（Ärger um „Schmunzelsteine“） （页面存档备份，存于）。（德文）
36. ↑  乌塔·弗兰克简历。（德文）